# Ibn Tûmart
Cette page contient des caractères spéciaux ou non latins. S’ils s’affichent mal (▯, ?, etc.), consultez la page d’aide Unicode.
Pour les articles homonymes, voir Al-Mahdi.
Ne doit pas être confondu avec Ibn Tunart.
Muhammad Ibn Tûmart ou Ibn Toumert (en arabe: محمد ابن تومرت), né vers 1080 à Igiliz-des-Hargha (en) dans l'Anti-Atlas et mort en 1130 à Tinmel (Haut Atlas), est un théologien, prédicateur et réformateur chleuh musulman. Il est considéré comme le fondateur du mouvement religieux Almohade qui commence à se structurer sous son impulsion en opposition aux Almoravides.
D'origine berbère masmouda, il effectue un voyage formateur dans lequel il fréquente différents milieux théologiques, mêlant enseignements ashʿarites, muʿtazilites, zāhirites et soufis. Il développe la doctrine alomhade centrée sur le tawḥīd et une réforme religieuse rigoriste. De retour au Maghreb, il prêche contre les pratiques qu’il juge déviantes et rassemble autour de lui un cercle de partisans. 
Hostile aux Almoravides, il se réfugie dans le Haut-Atlas. En 1123, il s'établit à Tinmel et s'autoproclame mahdi et imam infaillible. Il y organise sa communauté selon une stricte hiérarchie, fédère les tribus berbères environnantes et engage le djihad contre les Almoravides. Il meurt en 1130, peu de temps après la défaite de la bataille d'Al-Buhayra. Après sa mort, Abd al-Mumin lui succède et érige sa tombe à Tinmel qui devient un lieu de pèlerinage majeur.
La pensée d’Ibn Tūmart, difficile à classer dans les courants classiques de l’islam, allie rationalisme, messianisme, et réformisme moral. Son héritage doctrinal, transmis notamment dans le Aʿazz mā yuṭlab, repose sur une conception transcendante de Dieu, une hiérarchisation stricte de l’autorité religieuse, et une critique de l’herméneutique juridique dominante. Sa figure oscille entre hagiographie et instrumentalisations indépendantistes et islamistes.

## Biographie

### Jeunesse
Ibn Tûmart nait vers 1080 à Igiliz-des-Hargha (en) (Igiliz-n-Warghen ou ⵉⴳⵉⵍⵉⵣ ⵏ ⵡⴰⵔⵖⴰⵏ en chleuh) dans la tribu des Hargha (Arghen en Tachelhit) de l'Anti-Atlas dans la région de Souss, parmi les Berbères Masmouda,,,. La localisation pointait initialement le village d'Igli (en), mais la confrontation d'une analyse plus précise de textes historiques avec celle de la topographie du versant nord de l'Anti-Atlas a permis de localiser le site d'Igiliz-des-Hargha sur une éminence le Jebel Igiliz dominant de 500 m le village de Magennoune et le cours à sec de l'assif n' Warghen, à 60 km à l'est-sud-est de Taroudant.  
Son nom de naissance est alternativement Muhammad ibn Abdallah ou Muhammad ibn Tumart. Muhammed al-Baydhaq (en) indique que « Tumart » serait en réalité le surnom de son père (« Tumart » ou « Tunart » vient du berbère et signifie « bonne fortune », « plaisir » ou « bonheur »),. Son père Tumart ibn Nitawas ou ibn Titawin appartient à la tribu Hargha et sa mère Umm al-Husayn bint Waburkan al-Masakkali  aux Masakkala, qui sont tous deux des divisions de la confédération tribale Masmuda,,. Les sources almohades lui donnent une ascendance Idrisside.  
Ibn Tûmart se fait remarquer dès son adolescence par son zèle religieux, sa diligence et son attachement à la prière, d'où son surnom de jeunesse « Assafou », le Flambeau. Il quitte son village jeune afin de poursuivre son éducation. 

### Voyages

#### Cordoue
Après être parti de son village, il aurait entrepris un premier voyage en Espagne. Cette étape reste toutefois discutée bien que des concordances sont observées avec les textes d'Ibn Hazm. Il s'y serait en effet aussi initié aux écrits d'Ibn Hazm, théologien cordouan mort en 1064.
En 1106, il se serait installé à Cordoue, qui à l'époque était le centre culturel et religieux le plus important du territoire Almoravide. Il y serait influencé par les enseignement d'Abu Bakr al-Turtushi, philosophe et politologue malékite acharite andalou. La plupart des historiens musulmans considèrent que son voyage vers l'Est s'effectue entre 1106 et 1108.

#### Bagdad
Par la suite, Ibn Tumart est allé en Orient pour approfondir ses études et accomplir le Hajj. À Bagdad, il a été élève d'al-Ghazali et fut influencé par ses idées. Mais cela contredit ce que d'autres historiens comme Ibn Khallikân affirment, les historiens modernes soutiennent également qu'on ne sait pas si cette rencontre s'est réellement produite,,.
Durant son séjour, il rencontre et étudie auprès de théologiens des doctrines Ash'ariyya et Mu'tazila. De Lacy O'leary pense qu'à Bagdad, il s'est attaché à l'école de théologie ash'arite et à l'école de jurisprudence zahirite, mais avec le credo d'Ibn Hazm qui différait considérablement des premiers Zahirites par son rejet du taqlid (tradition) et l'utilisation de la raison. Cependant, Abdullah Yavuz, soutient plutôt qu'il compose sa propre identité doctrinale « en combinant la vision du fiqh Maliki et Zahiri, le kalam d'Ash'ariyya et Mu'tazila, l'imamat chiite et le concept du Mahdi, ainsi que certains principes du Kharijisme acquis de sa propre expérience ».
C'est probablement pendant son séjour à Bagdad qu'ibn Tumart développe son propre système en combinant les enseignements de ses maîtres acharites avec des parties des doctrines d'autres personnes, avec une touche de mysticisme soufi imprégné d'al-Ghazali.  Les hagiographes almohades rapportent qu'ibn Tumart est en présence d'al-Ghazali lorsqu'il apprend que les Almoravides ont proscrit et brûlé publiquement son œuvre, Ihya' Ulum al-Din, sur quoi al-Ghazali se serait tourné vers ibn Tumart et l'aurait chargé, en tant que natif de ces terres, de la mission de redresser les Almoravides.

#### Retour au Maghreb
Selon Abdelwahid al-Marrakushi, sur le chemin du retour, il séjourna quelques jours à Alexandrie. Sa rigueur et ses interventions lui créèrent quelques incidents avec la noblesse locale, ce qui poussa le gouverneur fatimide à l'exiler. Alors il embarque sur un navire pour l'Ifriqiya, et sur ce dernier, également, Ibn Tûmart provoque un incident en jetant les bouteilles de vin par-dessus bord et sermonnant les marins afin de s'assurer qu'ils respectent les heures de prières. Certains rapports indiquent que les marins finissent par le jeter par-dessus bord avant de le repêcher une demie-journée plus tard.
Il se rendit à Tunis, à Constantine puis à Béjaïa. Il y condamne certaines pratiques citadines qui lui valent l'hostilité des sultans Zirides et Hammadides. Ibn Tûmart se montre particulièrement hostile quant à la mixité des hommes et des femmes dans les lieux de prière, si bien qu'il provoque la colère de la population qui demande à l'émir d'exiger son départ. Cependant, Ibn Tumart ne s'exécute pas et regroupe des fidèles afin de saccager les quartiers commerciaux de la ville, détruisant les échoppes où l'alcool est vendue. Après cet épisode, le groupe quitte la ville et rejoint Mellala. 

### Fondateur du mouvement Almohade

#### Premiers groupes Almohades

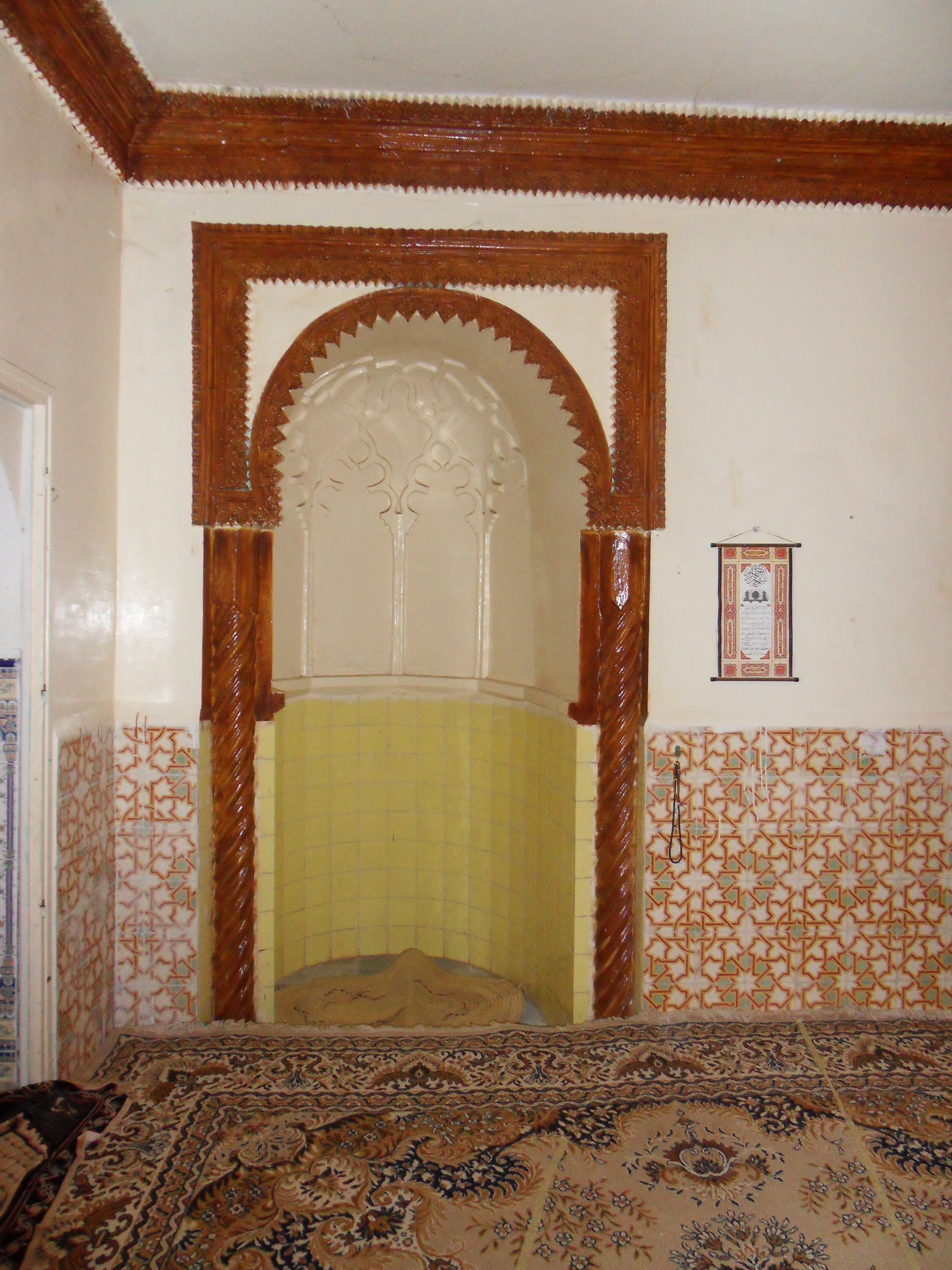
Le mihrab à Oued Ghir, est le seul vestige de la mosquée fondée par Ibn Tûmart entre 1117 et 1120. Il aurait accueilli la rencontre historique entre Ibn Tûmart et Abd al-Mu'min, fondateur des Almohades. La mosquée originale a disparu, remplacée par une autre mosquée. Le mihrab, en raison de son importance culturelle, est classé site du patrimoine national depuis le 3 novembre 1999.

Dans son récit hagiographique, Muhammed al-Baydhaq (en) indique que c'est à Mellala que le mouvement Almohade devient un peu plus cohérent. En 1119, accompagné par Abou Hafs Omar El Hintati, ancêtre des Hafsides, il fait la rencontre d'Abd-al-Mu'min. Il présente le récit de la rencontre d'un jeune que personne ne connait et dont Ibn Tumart prononce le nom du père et du village d'origine, ce qui donne à cette rencontre un aspect miraculeux. Il y déclare que « la mission sur laquelle repose la vie de la religion ne triomphera que par Abd el Moumen ben Ali, le flambeau des Almohades »,,.
Durant cette période, il renforce son groupe de fidèles durant cette période avant de quitter Mellala avec un premier groupe qu'il mène. Il gagne successivement Tlemcen, Oujda, Taza et Fès. Là, il se fait remarquer pour son aversion à l'égard des marchands de musique dont il fait détruire plusieurs commerces. Il en fera de même par la suite à Marrakech.
À Fès, il réaffirme le principe de l'unicité de Dieu (Tawhid) et récuse les anthropothéismes (mujassimah). Sa véritable originalité fut dans la méthode de diffusion de sa doctrine plus que dans son contenu lui-même. Il écrivit des petits opuscules en langue amazighe destinés à ses disciples[réf. nécessaire].
Il réalise la traduction du Coran en langue amazighe, et son livre aazou ma youtlab (en français : le meilleur qu'on puisse chercher), constitue la référence expliquant la doctrine d'Ibn Toumert[réf. nécessaire].

#### Conflit avec les Almoravides
Peu de temps après son arrivée à Marrakech (1120), Ibn Tûmart aurait recherché avec succès le dirigeant almoravide Ali ben Youssef dans une mosquée locale. Lors de cette rencontre, lorsqu'on lui a ordonné de reconnaître et saluer l'émir, Ibn Tûmart aurait répondu "Où est l'émir ?" Je ne vois que des femmes ici !" - une référence insultante au voile de tagelmust porté par les Almoravides Sanhadjas.
Ibn Tûmart s’oppose fermement aux Almoravides, qu’il accuse d’hérésie et de déviation religieuse. Il leur reproche une dépendance excessive au formalisme juridique et à l’autorité des textes, au détriment de la pratique continue. Son principal ouvrage, A‘azz mā yuṭlab, rédigé en 1121, constitue une réponse directe à leurs positions théologiques et juridiques. Ce traité propose une réforme doctrinale. 
Accusé d'avoir fomenté une rébellion, Ibn Tumart se défend devant l'émir et ses principaux conseillers. Se présentant comme un simple érudit, il se met à leur donner des leçons sur les dangers des innovations et la centralité de la Sunna. Lorsque les propres érudits de l'émir indiquent être également attachés à ces principes, Ibn Tumart pointe des preuves de laxisme et d'impété. Après un long examen, les juristes almoravides de Marrakech concluent qu'Ibn Tumart est blasphémateur et dangereux, insinuant qu'il est probablement un agitateur kharijite. Ils recommandent qu'il soit exécuté ou emprisonné. L'émir almoravide décide de l'expulser purement et simplement de la ville, après avoir subi une flagellation de quatorze coups de fouet. C'est à partir de 1121 qu'Ibn Toumert se réfugie dans son village natal afin d'échapper à la poursuite des Almoravides.

#### Structuration militaire du mouvement almohade

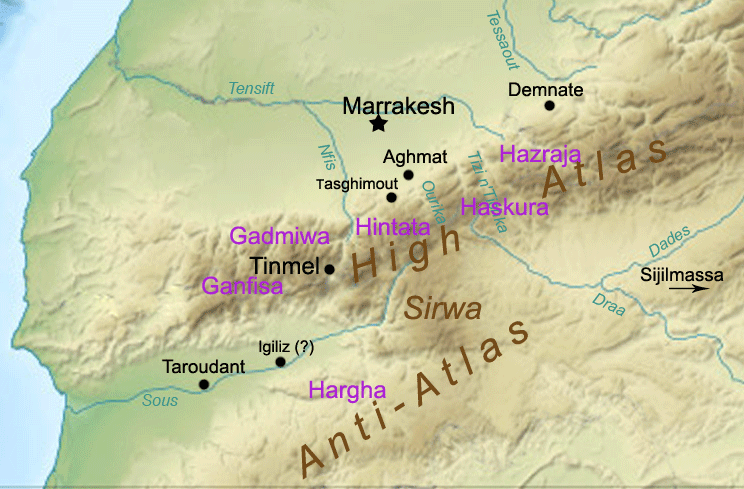
Emplacements approximatifs des tribus berbères (en mauve) rejoignant le mouvement Almohade.

En 1123, après la prise de Tinmel, il réaffirme le dogme de l'unicité divine (tawhid) afin de s'autoproclamer mahdi et « imam infaillible », et déclare la guerre sainte (djihad) contre les Almoravides,,. Le terme et le titre al-mahdî (littéralement « le bien guidé (par Dieu) ») qui lui est attribuée se fait en référence à Mahdi, figure eschatologique. Sa prédication se renforce dans la région et sa doctrine centrée sur l'unicité de Dieu donne naissance au terme al-Muwahhidun (Unitaristes), autrement dit Almohades en français.
Il organise la communauté almohade selon la doctrine almohade et crée un État montagnard disposant d'une armée dont l'objectif est de répandre la doctrine. Il fédère les tribus et établit une hiérarchie pyramidale. Au sommet se trouve le Conseil des Dix qui sont les disciples fidèles d'Ibn Tumart. En dessous se trouve le Conseil des cinquante constitué des différentes assemblées tribales. Une seconde pyramide hiérarchique structure également la communauté en fonction du rang social, plaçant à son sommet Ibn Tûmart. Ceux qui n'intègrent pas le système hiérarchique ou la doctrine d'Ibn Tumart ne sont pas seulement écartés, ils sont tués au travers d'importantes purges (tamyyiz). Des milliers d'individus sont tués et cinq tribus entièrement purgées durant ce processus.
Cette structuration militaire du mouvement religieux permet à Ibn Tumart d'envisager de passer à l'offensive. Plusieurs villes almoravides se fortifient en conséquence. Les Almoravides attaquent Tinmel où se trouvait Ibn Tûmart par crainte d'être eux-mêmes attaqués. Ils sont battus et durent se replier dans les fortifications de Marrakech qui sont alors assiégées. Au cours d'une contre-attaque, les Almoravides réussissent à repousser les assaillants et `Abd al-Mû'min (ou Al-Bashir, un autre disciple proche) est blessé au cours de la Bataille d'Al-Buhayra,,.

### Mort
Ibn Tûmart meurt en août 1130, mais le mouvement Almohade ne s'effondre pas car il repose encore sur le Conseil des Dix. Son hagiographie indique qu'il avait déjà désigné son successeur. Cependant, il est plus probable qu'une lutte de pouvoir pour sa succession se joue au sein du Conseil. Sa mort est dissimulée durant deux ans afin de parvenir à faire reconnaître Abd al-Mumin comme souverain Almohade,. 

## Postérité

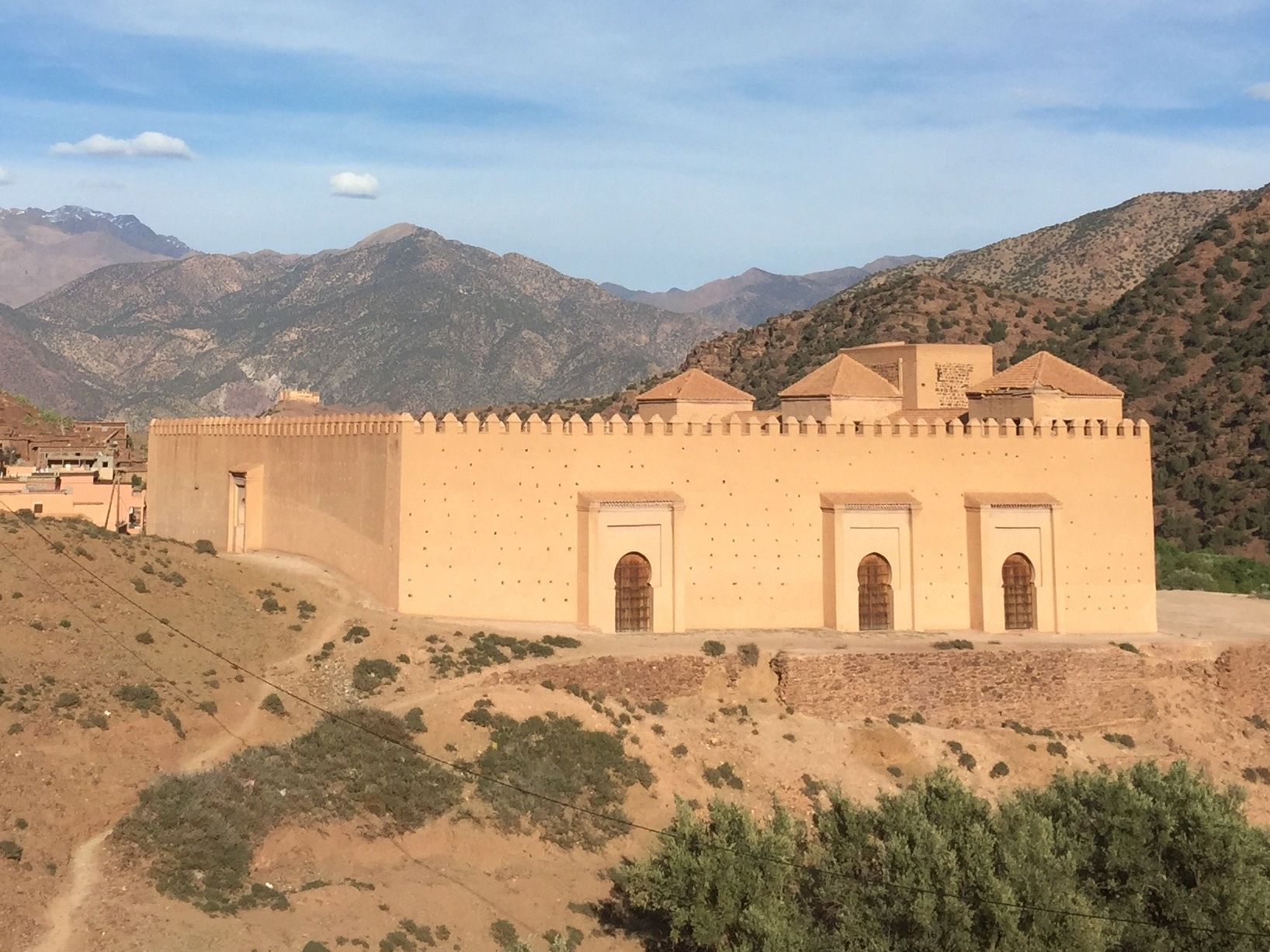
Mosquée de Tinmel construite en 1148 par Abd al-Mumin en l'honneur d'Ibn Tûmart.

L'action d'Ibn Toumert et du mouvement almohade reprend les éléments de l'origine de l'islam, à l'image de Mahomet. Il accomplit son propre hégire à Tinmel, effectue un pèlerinage à Igiliz (en), dont la direction oriente les mosquées almohades. Ses successeurs prendront d'ailleurs, comme les descendants de Mahomet, le titre de Calife. La ville de Tinmel devient un important lieu de pèlerinage, qualifiée de ville sainte, et un culte et érigé à Ibn Tumart. Le mouvement Almohade qui survit à la mort d'Ibn Tûmart s'affermit et se transforme en entité politique majeure et organisée sous l'impulsion d'Abd al-Mumin. Si ce dernier est considéré comme le fondateur de l'État Almohade, Ibn Tûmart est considéré comme le fondateur du mouvement religieux Almohade,,.
Des pèlerinages officiels (ziyara) sont organisés par les différents souverains Almohades. Ces visites ont une portée politique et religieuse importante. La première visite se déroule en 1157 sous le califat d'Abd al-Mumin. La mise en place de ce culte est déterminé par deux victoires importantes Almohades et a pour objectif de renforcer la légitimité et l'autorité du calife sur l'ensemble des chefs tribaux. 

## Doctrine religieuse et juridique

### Influences

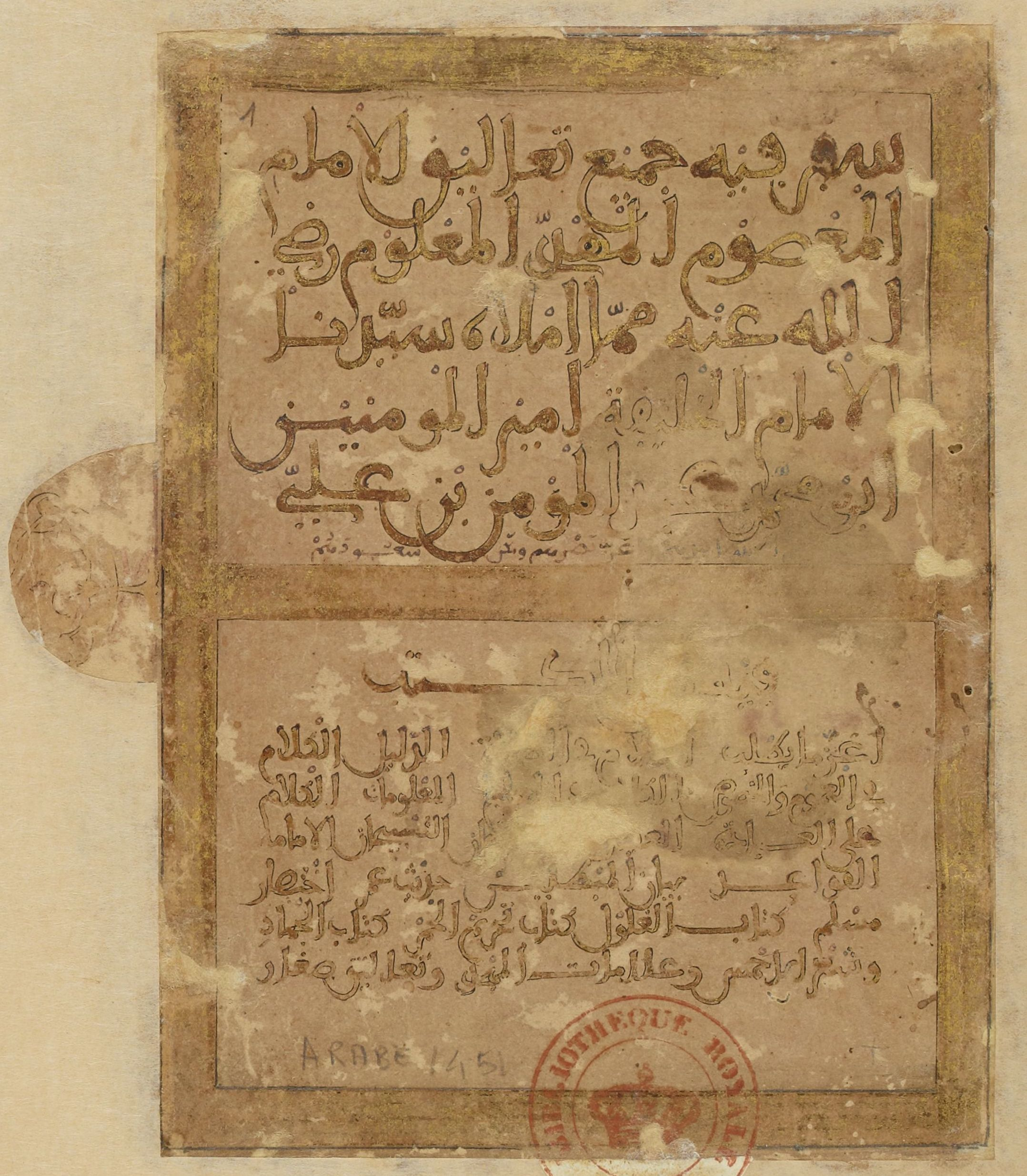
Page de couverture d'une copie du A‘azz mā yuṭlab datant de 1183. L'original est attribué à Ibn Tûmart et pose les fondations de sa doctrine.

La pensée d’Ibn Tūmart échappe aux classifications traditionnelles des écoles théologiques islamiques. Divers auteurs musulmans ou modernes ont tenté de la rattacher à plusieurs courants : l’ash‘arisme, le mu‘tazilisme, le chiisme, le sufisme ou encore la falsafa. Ibn Taymiyya, par exemple, oppose Ibn Tūmart à l’ash‘arisme tout en soulignant des affinités avec la philosophie et l’isma‘ilisme. Ces rapprochements reflètent davantage des analogies ponctuelles que l’appartenance cohérente à une école précise.
Sa doctrine est ancrée dans les conditions socioreligieuses du Maghreb. Sa prédication est principalement formulée en berbère, sa langue maternelle, avant d’être traduite en arabe. Il n'a pas explicitement pris parti dans les querelles sur l’origine arabe ou berbère des musulmans, mais sa légitimité reposait sur une ascendance tribale. Il a ainsi pu intégrer des traits hérités du kharijisme dans sa conception religieuse, en particulier une vision rigoriste et dogmatique de la foi musulmane.
Afin de légitimer sa doctrine, Ibn Tûmart ou ses partisans affirment également une ascendance alide, le liant au Prophète Mahomet. Cette revendication vise à renforcer son autorité religieuse et politique, mais n'est pas inhabituelle chez les tribus berbères qui revendiquent souvent une origine prophétique. Cette ascendance ne joue pas un rôle central dans les écrits d'Ibn Tûmart, permettant de supposer que la filiation sert davantage à légitimer sa mission qu’à établir une base théologique chiite.

### Tahwid
La doctrine religieuse d’Ibn Tūmart est centrée sur sa profession de foi, où il établit une chaîne logique partant de la dévotion jusqu’à la permission divine, en passant par la connaissance, la volonté, la crainte, la Loi et la sincérité du Prophète. Cette formulation révèle une tentative de rationalisation de la foi, indépendante des questions spéculatives sur la nature du Coran (créé ou incréé), sujet sur lequel il reste silencieux. Il insiste en revanche sur l’intention pure, la cohérence intérieure et la responsabilité morale de l’individu. 
Le mahdisme d'Ibn Tûmart repose sur l’idée d’une continuité immanente entre le monde créé et la volonté divine. Le Mahdi n’est donc pas tant un rénovateur qu’un garant de l’ordre divin toujours présent. Il développe une conception métaphysique opposée à la vision acharite dominante dans son environnement intellectuel. Alors que les ash’arites défendent une discontinuité radicale entre Dieu et le monde créé, Ibn Tûmart affirme que l’être conditionné (al-wujûd al-muqayyad) est issu de l’être absolu (al-wujûd al-mutlaq).
Sa pensée théologique révèle une volonté de retour aux sources du malikisme, épurée des influences des autres écoles juridiques. Il critique sévèrement les autres courants du droit islamique et remet en question la validité des traditions dites mutawâtir, les jugeant comme des constructions théoriques souvent détachées de la réalité pratique des croyants. Il critique l'écart croissant entre le savoir (‘ilm) et l'action (‘amal). Selon lui, l'autorité religieuse ne devrait pas résider dans l'interprétation textuelle réservée aux spécialistes, mais dans une fidélité collective aux pratiques ritualisées depuis l'époque du Prophète.

### Hiérarchisation doctrinale
Ibn Tūmart place l’imām parmi les piliers fondamentaux de la religion. Il est présenté comme infaillible, ce qui a souvent conduit à y voir une influence chiite. Toutefois, plusieurs éléments permettent de nuancer cette interprétation : sa liste d’imāms inclut des figures prophétiques et califales (Adam, Noé, Abraham, Jésus, Muḥammad, Abū Bakr, ʿUmar), mais omet toute lignée entre ʿAlī et le Mahdī almohade. Par ailleurs, Ibn Tūmart accorde foi aux ḥadīths transmis par ʿĀʾisha, ce que le chiisme rejette généralement.
La doctrine d’Ibn Tūmart ne se limite pas à un système spéculatif : elle est conçue pour être incarnée dans un ordre social et politique. Sa fonction messianique, bien que centrale, ne relève pas de la révélation : elle sert à justifier une structure de pouvoir dont l’unité est garantie par l’obéissance à l’imām.

## Complexité historiographique

### Sources historiques
L'historiographie d'Ibn Tûmart repose sur un corpus de sources dont la fiabilité est sujette à caution, en raison d’un fort enchevêtrement entre récit historique et construction idéologique du mouvement almohade. Les sources les plus proches chronologiquement abordent principalement la vie d'Abd al-Mumin et n'intègrent le récit d'Ibn Tûmart que dans un objectif de légitimation du jeune califat. Muhammed al-Baydhaq (en), son premier disciple, est également l'auteur de la principale chronique à son égard,. 
Le Kitâb d'Ibn Tûmart, relayant la pensée d'Ibn Tûmart, ne nous est en réalité connu que part une copie tardive datant de 1183. Bien que certaines portions attribuées soient confirmées par des chroniques historiques, le texte actuel pourrait avoir fait l'objet de remaniements ou de manipulations dans un contexte où le mouvement almohade a fortement évolué. Certains passages à caractère eschatologique ou doctrinal y sont interprétés comme des outils de propagande contre les Almoravides ou en faveur du nouveau credo almohade.
L’historiographie d’Ibn Tūmart et du mouvement almohade a également été longtemps dominée par des sources arabes, marginalisant la spécificité du contexte berbère et rural du Maghreb. les principales références utilisées pour étudier Ibn Tūmart, y compris Ibn Khaldûn, le sont au travers de traductions françaises du XIXe siècle et de travaux du début du XXe siècle rédigés dans un colonial ou postcolonial. Ceux-ci privilégient une lecture anthropologique des Berbères, sans réelle prise en compte de leur histoire propre. Dès lors, le rôle des pratiques religieuses propres aux Maṣmūda reste méconnu et ne permet pas de déterminer de quelle façon il influence le parcours d'Ibn Tûmart. Ces pratiques, connues par des récits médiévaux comme ceux d’al-Bakrī, témoignent d’un monde spirituel structuré autour de l’oralité.
Enfin, la figure d’Ibn Tūmart est clivée dans les sources : soit vénérée comme mahdī, soit présentée comme un imposteur manipulateur. Ces perceptions traduisent des enjeux idéologiques liés aux luttes religieuses et politiques de l’époque, mais aussi à la construction ultérieure de la mémoire almohade.

### Exploitation contemporaine
L’historiographie contemporaine souligne également la difficulté à définir de façon stable ce qu’est l'almohadisme, tant celui-ci résulte d’une évolution doctrinale continue. Ibn Tûmart y apparaît parfois comme un faqîh mujtahid prônant une réforme radicale fondée sur la raison et un retour aux sources scripturaires, mais son rôle est paradoxalement marginalisé dans les efforts juridiques concrets des califes almohades, qui privilégient l’autorité du pouvoir politique sur l’interprétation religieuse.
En Algérie, dans le contexte précurseur de la Guerre d'Algérie, Ibn Tumart devient d'une part un enjeu de la lutte entre berbéristes et arabistes, d'une autre une figure du combat militaire et de l'indépendantisme. On en vient à en faire l'ancêtre des wahhabites et des Frères musulmans. Il est transformé en symbole conforme aux idéologies nationalistes algériennes, servant de référence au combat armé à venir. Cette image ressurgit dans les années 1990, instrumentalisée par l'État au sortir de la décennie noire.
Enfin, la destinée d'Ibn Tûmart relève d'une grande importance pour la valorisation de l'identité et de l'indépendance marocaine qui porte une grande attention aux recherches et à la valorisation des sites archéologiques associés, organisant des restaurations du site de Tinmal dans les années 1980. Dans les années 2000, des groupes islamistes gravitant autour d'Abou Moussab Al-Zarqaoui exploitent particulièrement le récit d'Ibn Tûmart dont la légitimation par la prédication en fait un personnage de référence dans les justifications islamistes. Le mouvement Almohade est alors assimilé à un groupe fondamentaliste sunnite et djihadiste, facilitant des rapprochements anachroniques et une instrumentalisation de l'Histoire. Le lien entre Ibn Tumart est les mouvances islamistes ne fait pas consensus dans le monde musulman.